# 埃里克·布洛姆奎斯特
埃里克·布洛姆奎斯特（瑞典語：Erik Blomqvist，1879年1月5日—1956年9月17日），瑞典男子射击运动员。他曾代表瑞典参加1912年和1920年夏季奥林匹克运动会射击比赛，共获得一枚金牌和一枚铜牌。